# 強烈熱帶風暴飛燕 (2013年)
| 太平洋颱風季             |
| 主題頁 - 專題 - 編輯指南 |

強烈熱帶風暴飛燕（英語：Severe Tropical Storm Jebi，國際編號：1309，聯合颱風警報中心：WP092013，菲律賓大氣地球物理和天文管理局：Jolina）為2013年太平洋颱風季第9個被命名的風暴。「飛燕」（제비）一名由韓國提供，常於韓國的春天出現，是一種體積細小、翼長和尾部呈叉形的燕子，它的主要食糧是昆蟲。
此名稱上一次使用為2006年颱風奇比，當時的英文名稱為而非。另外，台灣譯名自當年7月19日開始，將38個音譯名稱改為意譯，此颱風即為第一個被使用之新式名稱（由「奇比」改為「燕子」）。

## 發展過程
2013年7月26日，一個熱帶擾動在菲律賓東南部海面上生成。聯合颱風警報中心給予擾動編號91W。上午2時，日本氣象廳將其升格為低壓區。上午8時，日本氣象廳將其升格為熱帶低氣壓。上午10時30分，聯合颱風警報中心對其在24小時內形成為熱帶氣旋的機會給予「LOW」的評級。下午2时，聯合颱風警報中心將發展機率升級為「MEDIUM」。下午8時，日本氣象廳將其降格為低壓區。
7月27日上午9時半，聯合颱風警報中心將發展機率降級為「LOW」。下午2時，聯合颱風警報中心取消評級。
7月28日上午8時，日本氣象廳再度將其升格為熱帶低氣壓。下午2時，聯合颱風警報中心再度對其在24小時內形成為熱帶氣旋的機會給予「LOW」的評級。該低壓區在7月29日移至菲律賓以西海域，進入南海中部。
7月30日凌晨2時，日本氣象廳發布海上烈風警報。下午2時，聯合颱風警報中心將發展機率升級為「MEDIUM」。香港天文台在晚上11時15分表示「南海中部的氣壓頗低，一個熱帶低氣壓似乎在形成中」。
7月31日凌晨3時半，聯合颱風警報中心发布热带气旋形成警报。凌晨3时50分，中國國家氣象中心將其升格为热带低气压。凌晨4時半，聯合颱風警報中心將發展機率升級為「HIGH」。上午9時，日本氣象廳將其升格為熱帶風暴，並命名為飛燕。香港天文台在上午9時半表示「位於南海中部的低壓區已增強為熱帶低氣壓，並命名為飛燕」。上午11时，聯合颱風警報中心將其升格為熱帶低氣壓，並給予編號09W。香港天文台在下午3時半把飛燕升級為熱帶風暴。下午11时，聯合颱風警報中心將其升格為熱帶风暴。飛燕當日向偏西移動，速度介乎緩慢至時速約10公里。
8月1日，飛燕改向偏北移動，並加速至每小時12公里。飛燕整合其鬆散組織，強度開始穩步上揚。
8月2日，飛燕改向西北或西北偏北移動，突然明顯加速至每小時20公里，並進一步增強。香港天文台在早上8時45分把飛燕升級為強烈熱帶風暴。下午2時50分，日本氣象廳將其升格為強烈熱帶風暴。傍晚飛燕更加速至每小時25公里。晚上7時半，中央氣象台指飛燕在中國海南省文昌龙楼镇沿海登陸。
8月3日，飛燕橫過北部灣，並改向西北偏西移動。上午2時45分，日本氣象廳將其降格為熱帶風暴。上午10時，飛燕在越南廣寧省雲屯縣東部沿海再度登陸，此後急劇減弱。香港天文台在下午3時半把飛燕降級為熱帶風暴。下午5時，聯合颱風警報中心發出最後警報。下午8時50分，日本氣象廳將其降格為熱帶低氣壓。香港天文台在晚上9時45分把飛燕降級為熱帶低氣壓，再於8月4日凌晨4時45分把飛燕降級為低壓區。
其後，於日本氣象廳發佈的最佳路徑中，日本氣象廳將飛燕的風速下調至50節。

## 影響

### 香港
當地發出之最高熱帶氣旋警告信號： 三號強風信號
隨著飛燕在7月31日晚上8時左右進入距離香港800公里範圍，香港天文台當晚向傳媒表示，會在翌日（8月1日）早上考慮發出熱帶氣旋警告信號。天文台在8月1日上午9時40分發出一號戒備信號，當時飛燕集結在香港以南約740公里。天文台表示，當日稍後或有需要發出三號強風信號。由於飛燕開始改向北移，取代早前的偏西路徑，加上同時受到中國東南部高壓脊影響，長洲及機場先後錄得強風，天文台在下午1時45分表示未來數小時考慮發出三號信號。
與飛燕相關的外圍雨帶在當日下午為香港帶來狂風驟雨，西貢受強風影響，此後不久長洲及機場亦再度錄得強風。一號信號只維持6小時半，天文台在下午4時10分發出三號強風信號，當時飛燕集結在香港以南約660公里。是次一號信號維持時間比2009年熱帶風暴浪卡的8小時25分鐘更短，上一次一號信號維持不足6小時便發出三號信號是2007年強烈熱帶風暴帕布的「回馬槍」，由於帕布在近距離「急轉彎」直指香港西部，天文台發出一號信號不足5小時便發出三號信號，隨後更因帕布登陸香港在即，發出三號信號不足兩小時便發出八號西南烈風或暴風信號；天文台在熱帶氣旋距離香港超過650公里時發出三號信號亦實屬罕有，是繼1987年颱風林茵（於距離香港800公里外發出一號信號，並在進入距離香港800公里範圍時立即發出三號信號）後26年以來首次。發出三號信號後，長洲風速一度短暫飆升，並錄得烈風；但之後風勢減弱，除位處高地的昂坪間中吹烈風外，境內多處地區風勢回落至強風程度以下。天文台在當晚10時45分表示，飛燕會於8月2日日間在香港西南400公里外掠過，三號信號會在晚間維持生效。
天文台在8月2日上午6時45分指出，飛燕將於當日日間稍後最接近香港，在香港西南400公里外掠過，三號信號將於當日大部份時間生效，除非飛燕採取偏北路徑，否則發出更高熱帶氣旋警告信號機會偏低。雖然飛燕在早上增強為強烈熱帶風暴，但是香港普遍風勢未有回升至強風程度。天文台在下午1時45分表示，飛燕於黃昏前後最接近香港，除非飛燕採取更接近香港路徑，否則發出更高信號的機會偏低。隨後天文台在下午4時45分表示，當飛燕遠離香港及威脅減低時，會考慮取消三號信號；可是此時飛燕的外圍雨帶為香港帶來大雨，境內風勢普遍增強，長洲開始持續受東南強風影響，之後青衣亦在短暫風力飆升之下錄得強風，標誌著是次三號信號達標。飛燕在晚上7時最接近香港，在香港之西南約430公里掠過。
隨著飛燕登陸海南島，天文台在晚上10時15分直接取消所有熱帶氣旋警告信號，當時飛燕集結在香港之西南偏西約450公里。這是繼2011年強颱風尼格後，首次沒有改發一號信號，便直接取消所有熱帶氣旋警告信號。但香港廣泛地區風力仍然強勁，長洲在當晚至8月3日中午時份仍不斷受強風影響，8月3日上午9時左右，西貢、長洲及啟德更同時錄得強風，當中西貢及啟德的風速比風暴期間更強烈，天文台在凌晨4時15分發出強烈季候風信號，至上午11時15分取消。
風暴期間，8個指定自動氣象站有4站錄得強風、當中1站錄得烈風，三號信號達標。風暴期間，長洲、機場、西貢及青衣錄得最高10分鐘平均風速分別為每小時68、58、45及44公里。在8月3日強烈季候風信號生效時，西貢、啟德錄得分別為每小時48及42公里的最高10分鐘平均風速，若包括此數據，8個指定自動氣象站便有5站錄得強風，而該兩站在強烈季候風信號生效時的風速亦比熱帶氣旋警告信號生效期間更高。連同強烈季候風信號生效時間計算，長洲、機場、西貢、青衣及啟德錄得最高10分鐘平均風速分別為每小時68、58、48、44及42公里。

### 澳門
當地懸掛最高熱帶氣旋警告信號：  三號風球
氣象站瞬間最低氣壓：989.4 hPa（8月2日上午3時9分）
風暴中心與澳門之最近距離：澳門西南約390公里（8月2日下午8時）
澳門地球物理暨氣象局於8月1日上午10時懸掛一號風球，當時飛燕集結在澳門以南約720公里。氣象局預測下午（8月1日）改掛更高風球機會不大。其後，氣象局表示考慮在晚上改掛三號風球。氣象局於晚上表示，未來數小時內改掛較高風球機會不大。8月2日上午10時氣象局稱，下午將考慮改掛三號風球。隨後氣象局在中午12時宣布下午1時改掛三號風球。
氣象局於8月2日下午1時改掛三號風球，並稱當日改掛較高風球機會不大，當時飛燕集結在澳門西南偏南約460公里。其後，氣象局預測飛燕在下午至晚間較接近澳門，三號風球會維持一段時間。在下午6時，飛燕集結在澳門西南偏南約400公里。飛燕在晚上8時最接近澳門，在澳門西南約390公里掠過。
在8月2日晚上10時，氣象局考慮到飛燕經已登陸海南並逐漸遠離澳門，預料將在數小時內除下所有風球。氣象局於8月3日上午5時45分除下所有風球，當時飛燕集結在澳門西南偏西約540公里。

### 中國大陸
當地最高熱帶氣旋警告信號： 颱風黃色預警信號
7月31日下午6時，國家氣象中心發佈颱風藍色預警信號。
8月2日上午6時，國家氣象中心改發颱風黃色預警信號。下午7時30分，飛燕在海南省文昌龙楼镇沿海登陸。
8月3日上午10時，國家氣象中心改發颱風藍色預警信號。下午6時，國家氣象中心解除颱風藍色預警信號。

#### 廣東
全省最高熱帶氣旋警告信號： 颱風黃色預警信號
8月1日下午9時55分，广东省气象台發佈颱風黃色預警信號。

#### 廣西
全省最高熱帶氣旋警告信號： 颱風黃色預警信號
8月1日上午10時10分，广西壮族自治区氣象台發佈颱風藍色預警信號。
8月2日下午5時，广西氣象台改發颱風黃色預警信號。

## 熱帶氣旋信號使用記錄

### 中國大陸
| 國家氣象中心 颱風預警信號 | 國家氣象中心 颱風預警信號 | 國家氣象中心 颱風預警信號 |
| ------------------------- | ------------------------- | ------------------------- |
| 上一熱帶氣旋              | 颱風藍色預警信號          | 下一熱帶氣旋              |
| 熱帶風暴西馬侖            | 颱風藍色預警信號          | 熱帶風暴山竹              |
| 超強颱風蘇力              | 颱風黃色預警信號          | 超強颱風尤特              |

### 香港
| 香港天文台 熱帶氣旋警告信號 | 香港天文台 熱帶氣旋警告信號 | 香港天文台 熱帶氣旋警告信號 |
| --------------------------- | --------------------------- | --------------------------- |
| 上一熱帶氣旋                | 一號戒備信號                | 下一熱帶氣旋                |
| 熱帶風暴西馬侖              | 一號戒備信號                | 超強颱風尤特                |
| 強烈熱帶風暴溫比亞          | 三號強風信號                | 超強颱風尤特                |

### 澳門
| 地球物理暨氣象局 熱帶氣旋信號 | 地球物理暨氣象局 熱帶氣旋信號 | 地球物理暨氣象局 熱帶氣旋信號 |
| ----------------------------- | ----------------------------- | ----------------------------- |
| 上一熱帶氣旋                  | 一號風球                      | 下一熱帶氣旋                  |
| 熱帶風暴西馬侖                | 一號風球                      | 颱風尤特                      |
| 強烈熱帶風暴溫比亞            | 三號風球                      | 颱風尤特                      |

## 外部連結
- （日語）http://www.jma.go.jp/ （页面存档备份，存于） 日本氣象廳首頁
- （英文）http://www.usno.navy.mil/JTWC/ （页面存档备份，存于） 聯合颱風警報中心首頁
- （简体中文）https://web.archive.org/web/20120928121548/http://www.nmc.gov.cn/ 中央氣象台首頁
- （繁體中文）http://www.cwb.gov.tw/ （页面存档备份，存于） 中央氣象局首頁
- （繁體中文）http://www.hko.gov.hk/ （页面存档备份，存于） 香港天文台首頁
- （繁體中文）http://www.smg.gov.mo/ （页面存档备份，存于） 澳門地球物理暨氣象局首頁
- （越南文）http://www.nchmf.gov.vn/ （页面存档备份，存于） 中央水文氣象預報中心首頁